# Studio live 104,8
Studio live 104,8 im baden-württembergischen Reutlingen war das erste lizenzierte Jugendradio in Deutschland.

## Geschichte
Von 1988 bis 1994 war der Sender auf der Reutlinger Frequenz 104,8 on air, zu hören in einem Gebiet von Tübingen bis Stuttgart. 1994 wurde die Anzahl der Radiolizenzen von der Landesanstalt für Kommunikation Baden-Württemberg verringert, damit künftig weniger Sender am Markt sind und sich deren wirtschaftliche Bedingungen verbessern. Die Frequenz 104,8 hatte sich Studio live mit einem Schlagerradio geteilt. Dieses übernahm die Frequenz komplett, Studio live musste seinen Sendebetrieb einstellen. Die Umstrukturierung betraf auch weitere Sender, darunter das Stadtradio Stuttgart 107,7 Powerstation und Hithouse Radio.
Seit Jahresbeginn 2004 verwendet Klarner Medien den Namen für sein TV-Sender Studio live – das erste Jugendfernsehen für Baden-Württemberg. Der Sender ist landesweit im digitalisierten Kabelnetz der Kabel BW zu empfangen.